# Leucauge venusta
Leucauge venusta este o specie de păianjeni din genul Leucauge, familia Tetragnathidae. A fost descrisă pentru prima dată de Charles Athanase Walckenaer în anul 1842. Conform Catalogue of Life specia Leucauge venusta nu are subspecii cunoscute.